# Виконт Кэлдкот

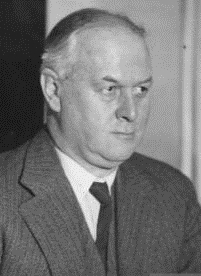
Томас Инскип, 1-й виконт Кэлдкот (1876—1947)

Виконт Кэлдкот (англ. Viscount Caldecote) из Бристоля в графстве Глостершир — наследственный титул в системе Пэрства Соединённого королевства. Он был создан 6 сентября 1939 года для адвоката и политика, сэра Томаса Инскипа (1876—1947), чтобы он мог заседать в Палате лордов Великобритании и получить должность лорда-канцлера. Томас Инскип занимал должности генерального солиситора (1922—1924, 1924—1928, 1931), генерального атторнея (1928—1929, 1932—1936), Лорда главного судьи Англии и Уэльса (1940—1946), министра обороны (1936—1939), министра по делам доминионов (1939, 1940), лорда-канцлера (1939—1940), лидера Палаты лордов и лидера Консервативной партии в Палате лордов (1940).
По состоянию на 2025 год носителем титула являлся его внук, Пирс Джеймс Хэмпден Инскип, 3-й виконт Кэлдкот (род. 1947), который сменил своего отца в 1999 году.
Братьями лорда Кэлдкота были его преосвященство Джеймс Инскип (1868—1949), епископ Баркинга (1919—1948), и сэр Джон Хэмпден Инскип (1879—1960), лорд-мэр Бристоля в 1931 году.

## Виконты Кэлдкот (1939)
- 1939—1947: Томас Уокер Хобарт Инскип, 1-й виконт Кэлдкот (5 марта 1876 — 11 октября 1947), старший сын Джеймса Инскипа (1839—1909) от второго брака;
- 1947—1999: Роберт Эндрю Инскип, 2-й виконт Кэлдкот (8 октября 1917 — 20 сентября 1999), единственный сын предыдущего;
- 1999 — настоящее время: Пирс Джеймс Хэмпден Инскип, 3-й виконт Кэлдкот (род. 20 мая 1947), единственный сын предыдущего;
  - Наследник: достопочтенный Томас Джеймс Инскип (род. 22 марта 1985), единственный сын предыдущего.